# Ruslan Ljubarskyj
Ruslan Mykolajovyč Ljubarskyj (ukrajinsky Руслан Миколайович Любарський, * 29. září 1973, Bar) je bývalý ukrajinský fotbalový útočník.

## Fotbalová kariéra
Hrál za CSK ZSU Kyjev, Chemlon Humenné, AC Sparta Praha, 1. FC Košice, Maccabi Netanya, FK Metalurh Zaporižžja, HFC Humenné a MFK Zemplín Michalovce.
V české lize nastoupil za Spartu v 7 utkáních. V evropských pohárech nastoupil v 13 utkáních. Se Spartou získal v sezóně 1996/97 český ligový titul.

## Ligová bilance
| Ročník                          | Zápasy | Góly | Klub                   |
| ------------------------------- | ------ | ---- | ---------------------- |
| Mars superliga 1993/94          | 16     | 2    | FC Chemlon Humenné     |
| Mars superliga 1994/95          | 31     | 3    | FC Chemlon Humenné     |
| Mars superliga 1995/96          | 28     | 10   | FC Chemlon Humenné     |
| Mars superliga 1996/97          | 15     | 3    | FC Chemlon Humenné     |
| 1. česká fotbalová liga 1996/97 | 7      | 0    | AC Sparta Praha        |
| Mars superliga 1997/98          | 25     | 6    | 1. FC Košice           |
| Mars superliga 1998/99          | 27     | 12   | 1. FC Košice           |
| Mars superliga 1999/00          | 27     | 15   | 1. FC Košice           |
| Mars superliga 2000/01          | 4      | 1    | 1. FC Košice           |
| 1. izraelská liga 2000/01       | 32     | 11   | Maccabi Netanya        |
| 1. izraelská liga 2001/02       | 29     | 5    | Maccabi Netanya        |
| 1. izraelská liga 2002/03       | 33     | 7    | Maccabi Netanya        |
| 1. izraelská liga 2003/04       | 28     | 4    | Maccabi Netanya        |
| Premier Liha 2004/05            | 28     | 11   | FK Metalurh Zaporižžja |
| Premier Liha 2005/06            | 25     | 2    | FK Metalurh Zaporižžja |
| Premier Liha 2006/07            | 23     | 1    | FK Metalurh Zaporižžja |
| Premier Liha 2007/08            | 20     | 0    | FK Metalurh Zaporižžja |
| CELKEM                          | 436    | 102  |                        |

## Trenérská kariéra
V Humenném působil jako hrající asistent trenéra Andreje Čiráka.